# Ретеплаза
Ретеплаза (англ. — Reteplase, скорочено від Recombinant t-PA) або рапілісін — рекомбінантний поліпептид, що має тромболітичну дію. Фармакологічна дія полягає перетворенні плазміногену (неактивна форма ензиму) на плазмін (активна форма ензиму), в свою чергу, плазмін каталізує лізис тромбу шляхом протеолізу фібринового матриксу до розчинних продуктів деградації. Плазмін активується шляхом обмеженого протеолізу за зв'язком Arg561-Val562. Отримується рекомбінантним шляхом з бактерії E. coli у неактивній формі, що підлягає ренатурації in vitro для переведення в активну форму. Ретеплаза відноситься до фармакологічного класу активаторів плазміну серед яких урокіназа, стрептокіназа, аністреплаза та альтеплаза.

## Будова та функції
Неглікозильований поліпептид масою 39,6 кДа. Складається з 355 амінокислотних залишків, що включає 1-3 та 176—527 залишків t-PA (тканинного активатора плазміногену людини). Включає 2 домени: kringle 2 та серин-протеазний. На відміну від t-PA не має доменів: kringle -1, finger домену, та домену епітеліального фактору росту (ЕФР). Залишки серину, гістидину та аспартату формують каталітичний центр ферменту. Зближення гістидину, аспартату та серину забезпечується третинною структурою білка.

## Отримання
Для отримання рекомбінантного препарату використали ген t-PA з бібліотеки клітин меланоми. Шляхом екзон-інтронної реорганізації гену були вилучені ділянки, що кодують домени kringle -1, finger, та ЕФР. Модифікована послідовність була включена у векторну плазміду pKK223-3. Вектор був включений в геном E. coli через трансформацію. Ретеплаза накопичується в клітинах E. coli у вигляді тіл включення. Для виділення ензиму культура клітин оброблялась лізоцимом. З отриманого лізату виокремлюється фракція з ретеплазою, що розчиняється за допомогою суміші гуанідин гідрохлориду та дітіоеритриту. Оскільки ретеплаза це рекомбінантний білок отриманий з бактерії E.coli, то він не проходить пост-трансляційних модифікацій серед яких: утворення дисульфідних зв'язків (всього 9) та глікозилювання. Це і визначає необхідність ренатурації ферменту in vitro. Для відновлення структури ферменту застосовують розчин дисульфідів.
Для оптимізації процесу виробництва ретеплази застосували вектор pBAD/gIIIA, що кодував інформацію про білки екскреції ретеплази. Це полегшило б процес очищення та виокремлення цільового ферменту оскільки робота проводиться з периплазмою та культуральним середовищем. Незважаючи на модифікований вектор, лише невелика частина ретеплази була виявлена поза клітиною.

## Порівняння з іншими тромболітиками
Урокіназа, стрептокіназа та аністреплаза відносяться до фібрин неспецифічних тромболітиків. Це означає, що їх активність в крові визначається лише наявністю субстрату та концентрацією самого ферменту в крові. Таким чином тромболітики, що не специфічні до фібрину постійно активують плазмін, поза межами кров'яного згустка тим самим сповільнюючи тромболіз (плазмін активатори постійно насичені). Надмірна концентрація цих тромболітиків призводить до зменшення вмісту α1 — антиплазміну, основного інгібітора плазміну, і як наслідок, призводить до підвищення ризику кровотеч.
Якщо порівнювати специфічні до фібрину активатори плазміну з ретеплазою, то остання має більш пролонговану дію. Ця властивість забезпечена видаленням ЕФР домену, що відповідальний за зв'язування зі специфічними рецепторами на поверхні гепатоцитів. Зв'язування з рецептором активує сигнальний каскад, що призводить до поглинання t-PA в клітину. Отже, ЕФР домен відповідає за зменшення концентрації t-PA в крові.
Зміна в структурі оригінального гену t-PA вплинула не тільки на час дії ферменту. Kringle-2 та finger домени відповідають за зв'язування t-PA з фібрином. Видалення останнього призвело до зменшення спорідненості ретеплази до фібрину. Ця модифікація збільшила лабільність ретеплази та дозволила діяти не тільки на поверхні тромбу, а й всередині нього.

## Клінічне застосування
Тромболітична дія застосовується при лікуванні таких хвороб:
- Гострий інфаркт міокарда
- Гострий ішемічний інсульт
- Легенева емболія

Можливе застосування при введенні судинних катетерів для збільшення їх провідності. Ретеплаза також інгібує АДФ індуковану агрегацію тромбоцитів.